# Reino Nembe
El Reino Nembe es un estado tradicional del Delta del Níger. Incluye las Áreas de Gobierno Local de Nembe y Brass del Estado de Bayelsa, Nigeria. Los gobernantes tradicionales toman el título de Amanyanabo. Hoy, el liderazgo está dividido entre los Amanyanabos de Ogbolomabiri, Bassambiri, Okpoama, Odioama y Twon Brass.

## Historia
Los Nembe son un pueblo Ijaw de la región del Delta del Níger, asentado en la región que ahora incluye la Reserva Forestal Edumanom. Se desconoce la fecha de fundación del antiguo reino de Nembe. La tradición dice que el décimo rey se llamaba Ogio, gobernando alrededor de 1639, el antepasado de todos los reyes posteriores. Una guerra civil dividió la ciudad en dos facciones. A principios del siglo XIX, el rey Ogbodo y sus seguidores se trasladaron a un nuevo asentamiento en Bassimibiri, mientras que el rey Mingi permaneció en la ciudad de Nembe.
Con la llegada de los europeos a la costa, el reino de Nembe se convirtió en un estado comercial, pero era relativamente pobre en comparación con Bonny y Calabar-
Los comerciantes europeos conocían el área como "Brass", basándose en el uso que la gente hacía de la frase "ba ra sin" cuando comerciaban, lo que significaba "no acepto ese trato", y en un principio utilizaron "Brasstown" para referirse a la ciudad interior de Nembe. Más tarde utilizaron "Brass" para referirse a la ciudad costera de Twon, ahora conocida como Twon-Brass.

La trata de esclavos nembe se intensificó en el segundo cuarto del siglo XIX, cuando los británicos intentaron reprimir la esclavitud bloqueando los puertos de Bonny y Calabar. La posición de la ciudad de Nembe a 30 millas del río Brass se convirtió en una ventaja en estas circunstancias. Sin embargo, con la disminución de la demanda de esclavos, en 1856 el comercio de aceite de palma se había vuelto más importante y el comercio se había trasladado a Twon/Brass, en la costa.  A finales del siglo XIX, los misioneros cristianos contribuyeron a las tensiones fraccionales existentes entre los nembe. Ogbolomabiri adquirió una misión en 1867, mientras que Bassambiri seguía siendo "pagano".
Después de 1884, el reino de Nembe fue incluido en el área sobre la cual los británicos reclamaron la soberanía como el «Protectorado de los Ríos Petrolíferos». Los Nembe, que ya controlaban el comercio de aceite de palma, al principio se negaron a firmar un tratado y lucharon para impedir que la Compañía Real del Níger obtuviera un monopolio comercial.  En enero de 1895, el rey de los Nembe, William Koko, dirigió un ataque al amanecer de más de mil guerreros contra el cuartel general de la compañía en Akassa. Esto desencadenó una redada de represalia en la que los británicos destruyeron la ciudad de Brass y cientos de Nembe fueron asesinados, mientras que muchos más murieron a causa de un brote de viruela.  Los británicos establecieron más tarde un consulado en Twon-Brass, desde donde administraban la zona. Los gobernantes tradicionales fueron reinstalados en la década de 1920, pero con un papel esencialmente simbólico que conservan hoy en día.

## Tiempos recientes
La región de Nembe está plagada de violencia. A principios de 2003, varias personas fueron asesinadas en Nembe Bassambiri cuando dos facciones rivales discreparon sobre la distribución de material electoral para las elecciones generales. En 2003/2004, la comunidad se vio desgarrada por los enfrentamientos con una comunidad rival en la que muchas casas fueron destruidas, personas fueron asesinadas y otras huyeron y se escondieron. La causa fue una disputa sobre los ingresos de la extracción de petróleo en la cercana aldea de Obioku por Shell Nigeria, que fue reclamada tanto por Nembe Bassambiri como por la aldea de Odioma. En octubre de 2004, el rey Ralph Iwowari llevó a cabo elaboradas ceremonias para marcar el final de la crisis.
Agip Oil Company y «Nigeria Liquefied Natural Gas» operan terminales en Twon Brass.  En febrero de 2009, hombres armados en dos lanchas rápidas atacaron a las tropas que custodiaban la terminal petrolera de Agip, pero fueron repelidos. El «Movimiento para la Emancipación del Delta del Níger» (MEND) había amenazado con atacar a empresas italianas, ya que, al parecer, Italia se había ofrecido a suministrar dos barcos de ataque a las fuerzas armadas nigerianas. En mayo de 2009, el Consejo de Jefes de Nembe-Bassambiri acusó a la Comisión Electoral Nacional Independiente de agitar los ánimos transfiriendo parte de su circunscripción a Brass. En abril de 2010, el gobierno del estado de Bayelsa intentó resolver la discordia en curso entre las comunidades de Bassambiri y Ogbolomabiri, reuniendo a Edmund Daukoru, Mingi XII, Amanyanabo del Reino de Nembe y Ralph Iwowari, Mein VII, Amanyanabo de Nembe Bassambiri con otros jefes para encontrar una solución.

## Gobernantes

### Ogbolomabiri
Gobernantes de Ogbolomabiri:
| Comienzo              | Final | Ikata Mingi II                                         |
| --------------------- | ----- | ------------------------------------------------------ |
| 1788                  | 1800  | Gboro Mingi III                                        |
| 1800                  | 1832  | Kuko Mingi IV "King Forday"                            |
| 1832                  | 1846  | Amain Mingi V "King Boy"                               |
| 1846                  | 1846  | Kuki                                                   |
| 1846                  | 1863  | Kien Mingi VI                                          |
| 1863                  | 1879  | Joshua Constantine Ockiya Mingi VII                    |
| 1879                  | 1889  | (vacante)                                              |
| 1889                  | 1896  | Frederick William Koko Mingi VIII (d. 1898)            |
| 1896                  | 1926  | (vacante)                                              |
| 1926                  | 1939  | Joshua Anthony O. Ockiya Mingi IX (b. c.1873 – d. 1939 |
| 1939                  | 1954  | (vacante)                                              |
| 1954                  | 1979  | Francis O. Joseph Allagoa Mingi X (d. 1979)            |
| 1979                  | 2007  | Kien Ambrose Ezeolisa Allagoa Mingi XI (b. 1914 – d.   |
| 23 de febrero de 2008 |       | Edmund Maduabebe Daukoru, Mingi XII (b. 1943)          |

### Bassambiri
Gobernantes posteriores de Bassambiri:
| Comienzo | Final | Gobernante |
| -------- | ----- | --- |
|          | 1870  | Arisimo "King Peter" |
| 1870     | 1894  | Ebifa |
| 1894     | 1924  | (vacant) |
| 1924     | 1927  | Albert Oguara |
| 1928     |       | Ben I. Warri |
| 1978     | 1993  | King Collins Festus Amaegbe-Eremienyo Ogbodo VII. Nacido el 29 de noviembre de 1930 murió en julio de 1993 y enterrado en 1994 |
| 1996     | 2013  | Ralph Michael Iwowari, Mein VII B1930 enterrado en noviembre de 2014                                                           |

### Twon/Brass
| Comienzo | Final | Gobernante |
| -------- | ----- | ---------- |